# Turmi
Turmi je tržno mesto v jugozahodni Etiopiji. Je v coni Debub Omo v Regionalni državi Južne Etiopije, mesto ima zemljepisno širino in dolžino 4°58′N 36°29′E / 4.967°N 36.483°E z nadmorsko višino 925 metrov.
Turmi, kjer živi veliko ljudi ljudstva Hamar, ima ob ponedeljkih tedensko tržnico. Eden od izdelkov, ki so na voljo na tej tržnici, so zarezane buče, ki jih lokalne ženske uporabljajo kot nakupovalne košare.
Turmi je znan tudi po svojih tradicionalnih plesih in skakanju čez bike.
Januarja 2005 je bil Turmi kraj svetovne konference pastirjev. To je bilo največje tovrstno srečanje, ki se ga je udeležilo približno 200 pastoralov, predstavnikov vlade ter ZN in donatorskih organizacij iz 23 držav s štirih celin. Udeleženci konference so razpravljali o skupnih težavah in možnih strategijah za nadaljevanje svojega načina življenja v razvijajočem se svetu.

## Demografija
Na podlagi podatkov Centralne statistične agencije iz leta 2005 ima Turmi ocenjeno skupno prebivalstvo 1087, od tega 576 moških in 511 žensk. Je največje naselje v okrožju Hamer.
Po popisu iz leta 1994 je bilo v Turmiju skupno 600 prebivalcev, od tega 319 moških in 281 žensk. Pet največjih etničnih skupin, prijavljenih za to mesto, je bilo Amhara (33,33 %), Hamar (12,5 %), Gofa (12,17 %), Gamo (9,83 %) in Oromo (9,5 %); vse druge etnične skupine so predstavljale 22,67 % prebivalstva. Amharščino kot prvi jezik govori 52,67 %, 11 % Hamar, 7,17 % Oromifa in 6,67 % je govorilo ljudstvo Konso; preostalih 22,49 % je govorilo vse druge primarne jezike, o katerih so poročali.